# Some Girls
Some Girls – czternasty w Wielkiej Brytanii i szesnasty w Stanach Zjednoczonych album studyjny angielskiej grupy rockowej The Rolling Stones.
W 2003 r. album został sklasyfikowany na 269. miejscu listy 500 albumów wszech czasów magazynu Rolling Stone.

## Lista utworów
| 1.  | „Miss You”                                                                      | 4:48  |
|     |                                                                                 |       |
| 2.  | „When the Whip Comes Down”                                                      | 4:20  |
|     |                                                                                 |       |
| 3.  | „Just My Imagination (Running Away with Me)” (Norman Whitfield, Barrett Strong) | 4:38  |
|     |                                                                                 |       |
| 4.  | „Some Girls”                                                                    | 4:37  |
|     |                                                                                 |       |
| 5.  | „Lies”                                                                          | 3:12  |
|     |                                                                                 |       |
| 6.  | „Far Away Eyes”                                                                 | 4:24  |
|     |                                                                                 |       |
| 7.  | „Respectable”                                                                   | 3:07  |
|     |                                                                                 |       |
| 8.  | „Before They Make Me Run”                                                       | 3:25  |
|     |                                                                                 |       |
| 9.  | „Beast of Burden”                                                               | 4:25  |
|     |                                                                                 |       |
| 10. | „Shattered”                                                                     | 3:47  |
|     |                                                                                 |       |
|     |                                                                                 | 40:43 |
|     |                                                                                 |       |

## Twórcy
- Mick Jagger – wokal, wokal wspierający, gitara elektryczna, pianino
- Keith Richards – gitara elektryczna, wokal wspierający, gitara akustyczna, gitara basowa, wokal, pianino
- Charlie Watts – perkusja
- Ron Wood – gitara elektryczna, wokal wspierający, elektryczna gitara hawajska, gitara akustyczna, gitara slide, gitara basowa
- Bill Wyman – gitara basowa, syntezator

### Gościnnie
- Mel Collins – saksofon
- Ian McLagan – organy, pianino elektryczne
- Simon Kirke – kongi
- Sugar Blue – harmonijka ustna
- Ian Stewart – pianino

## Listy przebojów
Album
| Rok  | Lista                | Pozycja |
| ---- | -------------------- | ------- |
| 1978 | UK Top 75 Albums     | 2       |
| 1978 | Billboard Pop Albums | 1       |
| 1979 | Billboard Pop Albums | 19      |
| 1980 | Billboard Pop Albums | 186     |
| 1981 | Billboard Pop Albums | 124     |

Single
| Rok  | Single            | Lista                 | Pozycja |
| ---- | ----------------- | --------------------- | ------- |
| 1978 | „Miss You”        | UK Top 75 Singles     | 3       |
| 1978 | „Miss You”        | The Billboard Hot 100 | 1       |
| 1978 | „Miss You”        | Club Play Singles     | 6       |
| 1978 | „Miss You”        | Black Singles         | 33      |
| 1978 | „Beast of Burden” | The Billboard Hot 100 | 8       |
| 1978 | „Respectable”     | UK Top 75 Singles     | 23      |
| 1979 | „Shattered”       | The Billboard Hot 100 | 31      |

## Certyfikaty i sprzedaż
| Kraj                                  | Certyfikat         | Sprzedaż   |
| ------------------------------------- | ------------------ | ---------- |
| Nowa Zelandia (RMNZ) (wydanie z 2011) | platynowa płyta    | 15 000+    |
| Stany Zjednoczone (RIAA)              | 6x platynowa płyta | 6 000 000+ |
| Wielka Brytania (BPI)                 | złota płyta        | 100 000+   |